# Полет 6502 на „Аерофлот“
Полет 6502 на „Аерофлот“ е съветски вътрешен пътнически полет на „Аерофлот“‎ от летище Колцово, Свердловск, до летище „Куйбишев“, Куйбишев, с междинно кацане на летище „Грозни“, Грозни в Съветския съюз, изпълняван от самолет „Туполев Ту-134A“. На 20 октомври 1986 г., докато приближава летище „Куйбишев“, капитанът прави опит за заход само по прибори със завеси на прозорците на пилотската кабина, като по този начин не успява да овладее машината при кацане, което причинява излизане от пистата с нос, опрян в земята. При инцидента загиват 70 от всички 87 души на борда, някои от тях в болницата.
Разследващите установяват, че капитан Клюев се обзалага с първия офицер Жирнов, че може да направи заход само по прибори със спуснати завеси на прозорците на пилотската кабина, като по този начин няма визуален контакт със земята и не се съобразява с предложения начин на кацане от контрола на въздушното движение. Освен това Клюев пренебрегва предупреждението за близост до земята на надморска височина от 62 – 65 метра и не прави предложеното заобикаляне.
Въпреки че Жирнов не прави опит да предотврати катастрофата, впоследствие той се опитва да спаси пътниците и умира от сърдечен арест по пътя към болницата. Клюев е преследван и осъден на 15 години затвор, но по-късно присъдата му е намалена на 6 години излежаване.